# 郷寧県
郷寧県（きょうねい-けん）は中華人民共和国山西省臨汾市に位置する県。

## 歴史
南北朝時代、北魏により設置された昌寧県を前身とする。五代十国時代、後唐により郷寧県と改称された。1072年（熙寧5年）に宋代により廃止されたが、金代に再設置、1266年（至元3年）に元代により廃止されたが、まもなく再設置され現在に至る。

## 行政区画
- 鎮:昌寧鎮、光華鎮、台頭鎮、管頭鎮、西坡鎮
- 郷:双鶴郷、関王廟郷、尉荘郷、西交口郷、棗嶺郷